# Pietrarubbia
Pietrarubbia es un municipio situado en la provincia de Pesaro y Urbino, región de las Marcas, Italia. Tiene una población estimada, a fines de octubre de 2022, de 600 habitantes.

## Evolución demográfica
| Gráfica de evolución demográfica de Pietrarubbia entre 1861 y 2022 |
|                                                                    |
| Fuente: ISTAT - Elaboración gráfica de Wikipedia                   |